# Des yeux, par milliers, braqués sur nous
Pour plus de détails, voir Fiche technique et Distribution.
Des yeux, par milliers, braqués sur nous est un téléfilm français diffusé en 1971, réalisé par Alain Boudet.

## Synopsis
Raymond Souplex, qui sort d'un tournage pour Les Cinq Dernières Minutes, se retrouve dans une étrange maison, où les pensionnaires sont servis par des hôtes invisibles. Il réalise bientôt qu'il est impossible de sortir de cette étrange hôtel, et que quelqu'un semble les observer. Sont-ils victimes d'une expérience scientifique d'un État étranger ? Ont-ils été enlevés par des extra-terrestres ?  Lors d'une révolte des hôtes désespérés, l'un d'eux arrache un rideau et ils découvrent derrière des milliers d'yeux qui les observent. Ils sont sans doute dans un "zoo", sur une autre planète, où l'on vient les contempler dans leur "cage"...

## Fiche technique
- Réalisation : Alain Boudet.
- Scénario :  Henri Grangé et André Maheux
- Photographie : Louis Miaille
- Genre :  dramatique (histoire policière fantastique)
- date de diffusion : 
  - 27 février 1971 sur la 1re chaîne ORTF

## Distribution
- Raymond Souplex - Lui-même
- Guy Tréjan - Armand Robiac
- Jean Leuvrais - Cazeres
- Marc Eyraud - Étienne Grisolles
- Anna Gaylor - Germaine Grisolles
- Hélène Dieudonné - Mme Bonnemain
- Fulbert Janin - Paul Bretenoux
- Jacqueline Jefford - Suzanne Bretenoux
- Van Doude	- Bernard Dennevy
- Catherine Rich - Colette Dennevy
- Guy Naigeon - Marcel Cregut
- Françoise Bonneau	- Francien Cregut
- Jean Daniel - Joseph Poujol
- Huguette Vergne	- Hélène
- Jacques Debary - Le réalisateur
- Liliane Gaudet - L'amie
- Jean Clarieux - L'ami